# Fort Jesus
Fort Jesus er en fæstning fra 1593 som ligger på øen Mombasa ud for havnebyen Mombasa i Kenya. Fortet blev bygget af portugisiske søfarere. Anlægget blev i 2011 opført på UNESCOs verdensarvliste, og det regnes som en af de bedst bevarede eksempler på portugisisk 1500-tals fæstningsbyggeri.
Anlegget blev bygget af Giovanni Battista Cairati fra Milano mellem 1593 og 1596; han var ansvarlig arkitekt for Portugals interesser i østen. Fortet fik hurtigt afgørende betydning for kontrollen af indsejlingen til Mombasa og havnen der. Mellem 1631 og 1875 var der ni forskellige nationer der skiftedes om kontrollen med fortet. Både arabiske søfarere fra Oman og Britisk Østafrika har haft kommando der. I briternes tid blev fortet brugt som fængsel. Anlægget blev fredet i 1958 og er i dag et museum.

## Eksterne kilder og henvisninger
- Wikimedia Commons har flere filer relateret til Fort Jesus
- Kenyas nationalmuseum Arkiveret 22. september 2019 hos  Wayback Machine